# Need For Speed: World
Need for Speed: World (попередня назва Need for Speed: World Online) — продовження серії ігор Need for Speed. Одна з трьох ігор серії, що вийшли в 2010 році, друге відгалуження від основної серії, видане Electronic Arts. Гра вийшла в бізнес-моделі Free-to-play. Як платний контент гравець може набувати ігрову валюту SpeedBoost, за яку можна купити нові автомобілі, покращення. Need for Speed World об'єднує найкращу гру гоночного жанру з безпрецедентними можливостями Інтернет-проєктів для PC. У напружених мережевих битвах і поліцейських гонитвах, гравці зможуть змагатися зі своїми друзями або кидати виклик тисячам найкращих гонщиків з різних країн світу. Світ гри безперервно росте, у ньому з'являються нові можливості, режими, автомобілі і багато іншого.
Гравці з різних країн світу можуть оцінити динаміку нелегальних вуличних гонок у захоплюючих мережевих заїздах в стилі Need for Speed. Спеціальна «валюта» SpeedBoost, придбати яку можна у внутрішньоігровому магазині, дозволяє використовувати додаткові ігрові об'єкти, такі як Booster Packs, Power-ups та XP Accelerators, а також екзотичні гоночні машини. Для оплати покупки можуть бути використані різні платіжні системи, включаючи кредитні картки та SMS.

14 липня 2015 року Electronic Arts відключило сервери підтримки гри. Життевий цикл гри закінчений.

## Особливості
- Великий вибір ліцензованих автомобілів (будуть додаватися нові види)
- Тюнинг автомобілів
- Найбільше місто в історії NFS, що складається з двох найбільш успішних ігор з серії Need For Speed: Most Wanted і Carbon; у майбутньому можливе додавання міст Бейв'ю і Трі-Сіті з Need for Speed: Underground 2 і Need for Speed: Undercover, відповідно. Ці та багато інших оновлень підтвердили Quicklime Games.
- Гонки з участю до 6 гравців
- Створення приватних заїздів
- Гонки з реальними гравцями
- Гонки з комп'ютерними гравцями
- Одиночні або багатокористувацькі гонитви з поліцією
- Створення спільних фотографій автомобілів
- 5 видів гонок (в майбутньому планується впровадження в гру таких видів гонок, як дрифт)
- Режим зміни дня і ночі

## Типи гонок
На даний момент в грі присутні наступні типи гонок:
- Спринт (Sprint)
- Круг (Circuit)
- Командна гонитва (Team Escape)
- Місце зустрічі (фоторежим)
- Пошук скарбу (Treasure Hunt)
- Гонитва (Escape)
- Пряма (Drag)

## Інтерфейс
- Вгорі — прогрес (показує рівень, при підведенні курсору до світної смужці показує кількість репутації, набраної на поточному рівні і необхідної для переходу на наступний рівень)
- Нижче — основне меню. Містить піктограми (зліва направо):
  - Гараж
  - Карта
  - Новини
  - Профіль
  - Перша доступна гонка
  - Друзі
  - Налаштування
  - Гід по Грі
- Зліва посередині — панель бонусів, яка поділяється на чотири групи:
  - Вільна їзда
  - Спринт
  - Кільце
  - Гонитва

В грі присутні бонуси:
- Нітро
- Додаткове коло
- Магніт
- Щит
- Рогатка
- Таран
- Миттєвий відрив (тільки в режимі погоні)
- Швидке ухилення (тільки в режимі погоні)
- Підкачка (тільки в режимі погоні)
- У лівому нижньому куті знаходиться чат. Є чотири типи чату:
  - Вільна поїздка (доступно 50 каналів)
  - Шепіт
  - Гонка
  - Група
- У правому нижньому куті розташовується міні-карта
- Лівіше і вище міні-карти — спідометр
- Нижче спідометра — рівень стійкості, рівень розшуку; всього в грі 5 рівнів розшуку
- При погонях внизу посередині з'являється смуга стану погоні

### Візуальний тюнинг
Станом на 27 липня 2011 система візуального тюнингу включає в себе:
- Неонове підсвічування (12 кольорів, лише за SpeedBoost або за перемоги в гонках);
- Тонування вікон (14 кольорів, лише за SpeedBoost або за перемоги в гонках);
- Комплекти заниження кліренсу трьох рівнів (тільки за SpeedBoost або за перемоги в гонках);
- 24 набори колісних дисків, кожен доступний в 5 розмірах, від 17 "до 21" (тільки за SpeedBoost або за перемоги в гонках);
- Набір з 22 змінюваних номерних знаків (тільки за SpeedBoost або за перемоги в гонках).

## Закриття проєкту
15 квітня 2015 року стало відомо, що проєкт припинить своє існування 14 липня 2015 року. Як заявляють розробники, причиною стало те, що "в грі перестав з'являтися новий контент, і як наслідок гра перестала відповідати високим стандартам серії Need For Speed".
14 липня 2015 року о 19:00 всі сервіси та сервера гри Need for Speed: World були офіційно закриті. Через годину був закритий офіційний сайт гри.